# Chenopodium nutans
Chenopodium nutans är en amarantväxtart som först beskrevs av Robert Brown, och fick sitt nu gällande namn av S. Fuentes och Borsch. Chenopodium nutans ingår i släktet ogräsmållor, och familjen amarantväxter.

## Underarter
Arten delas in i följande underarter:
- C. n. nutans
- C. n. oxycarpum

## Bildgalleri

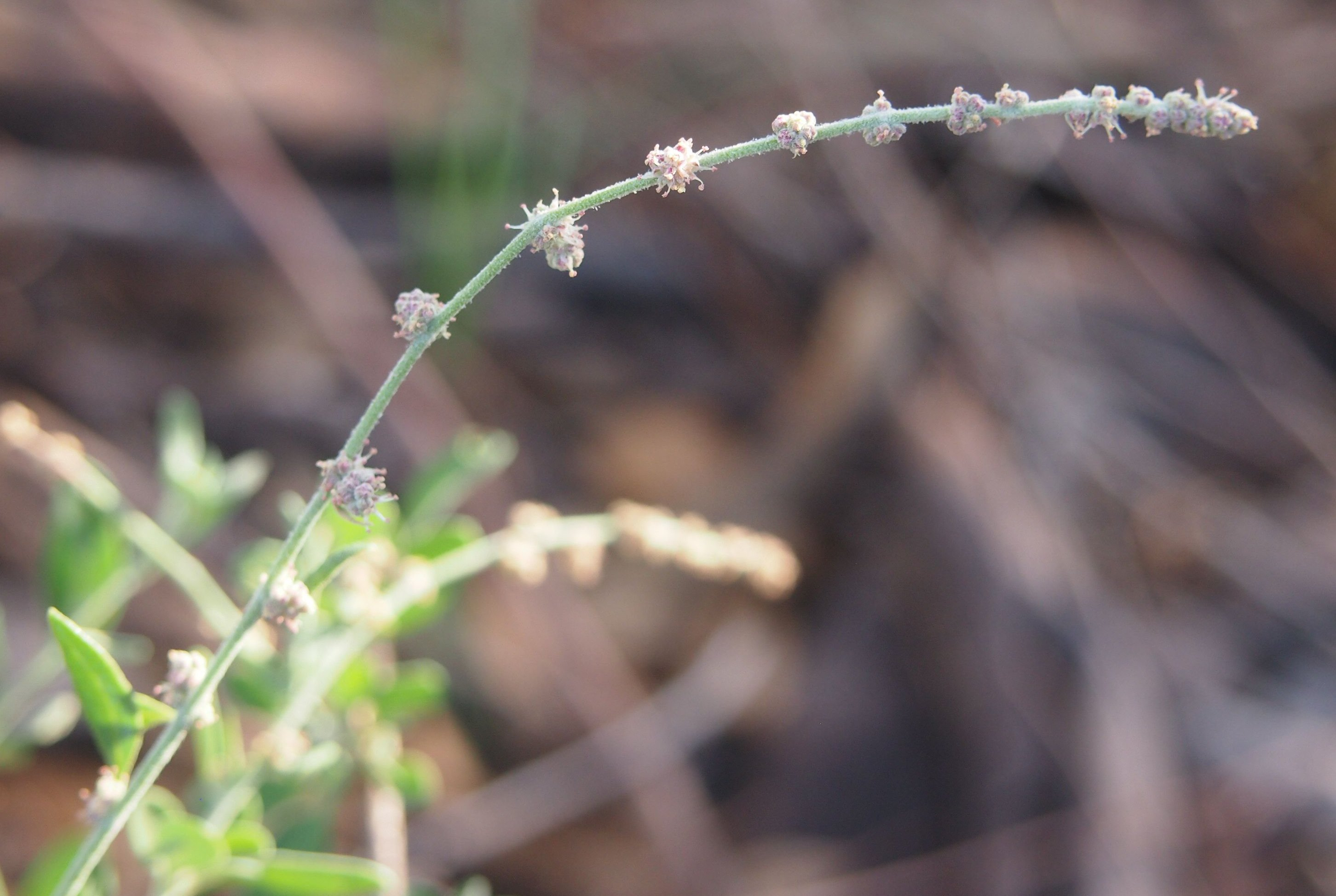
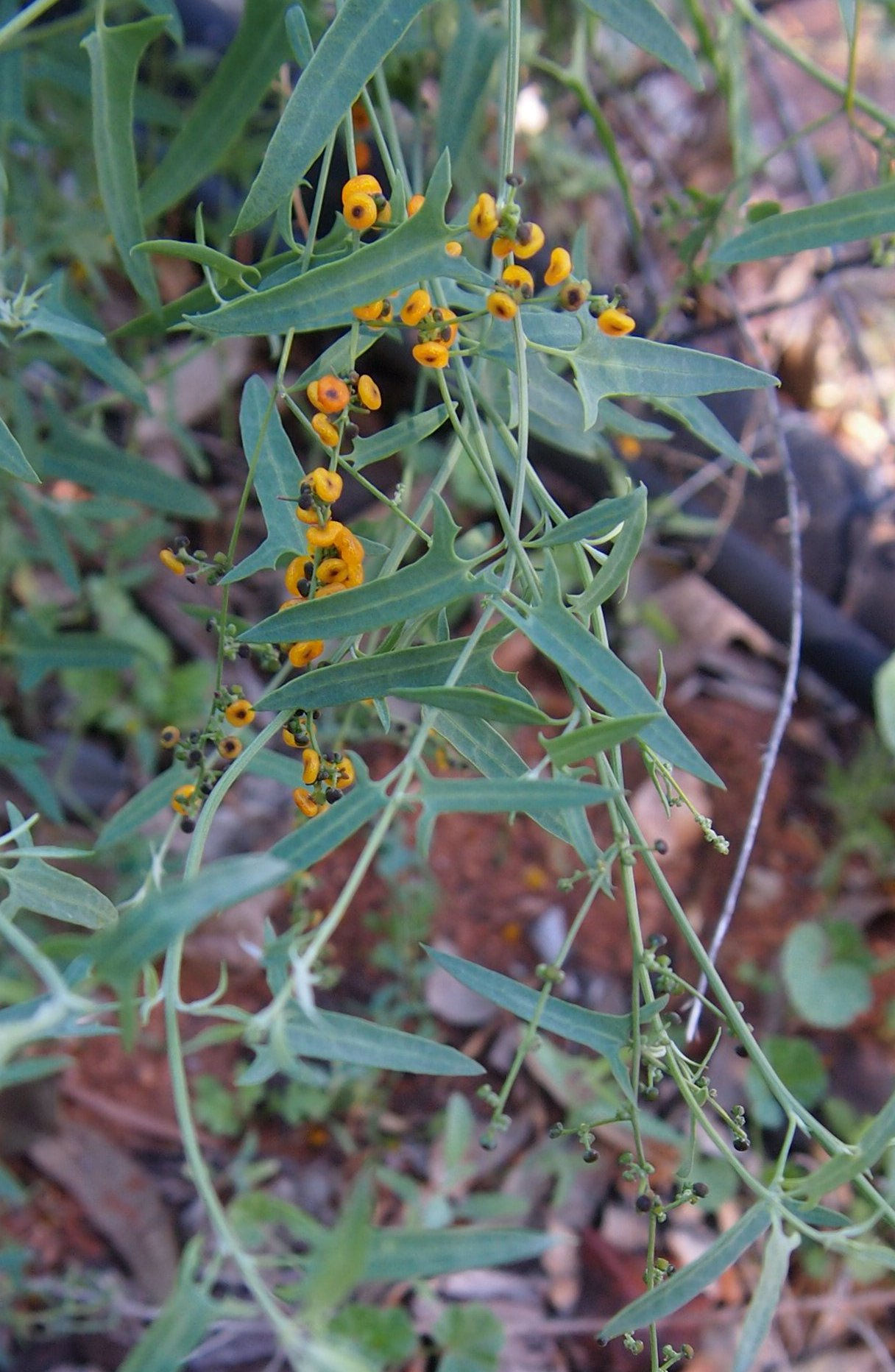
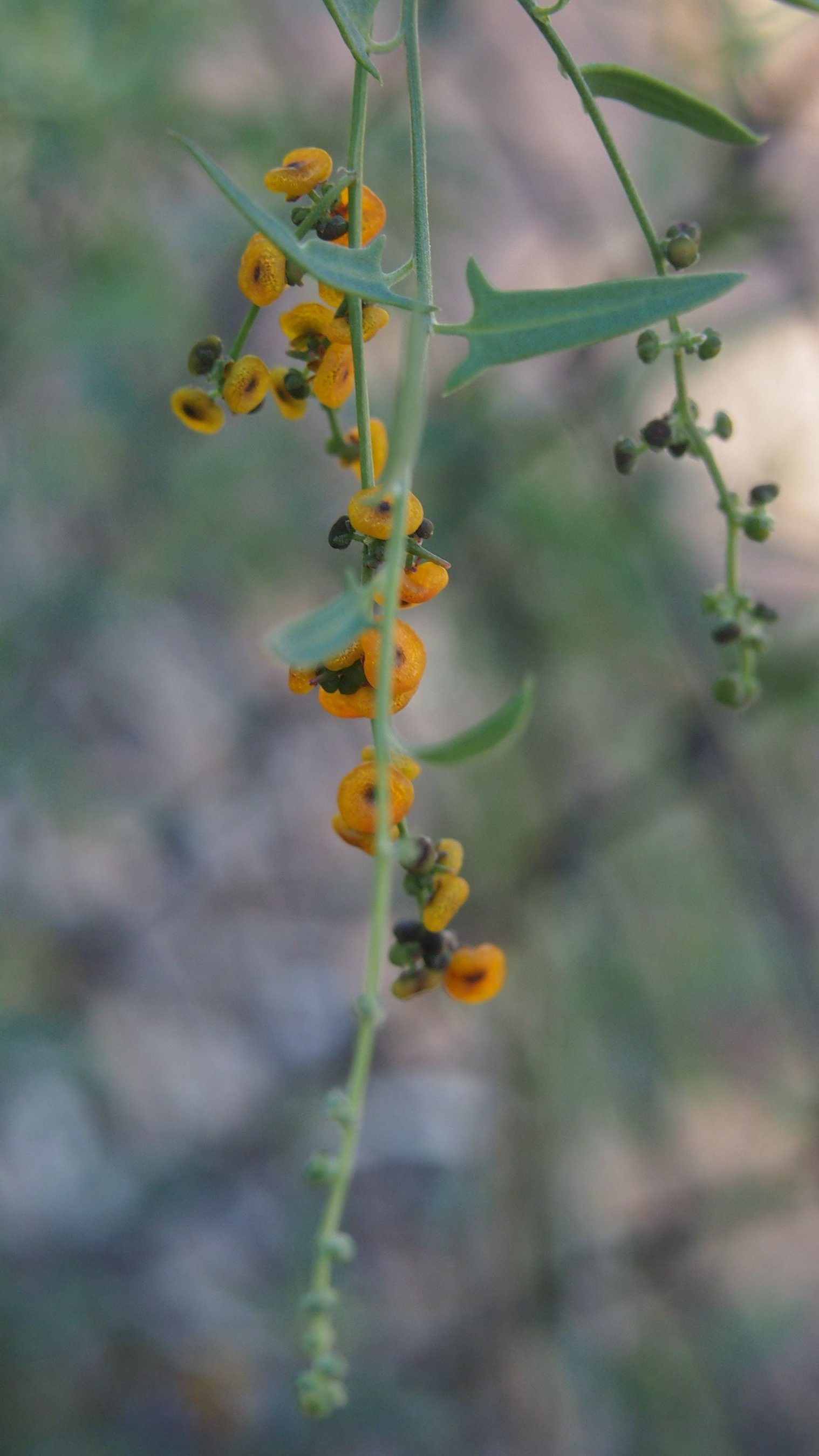
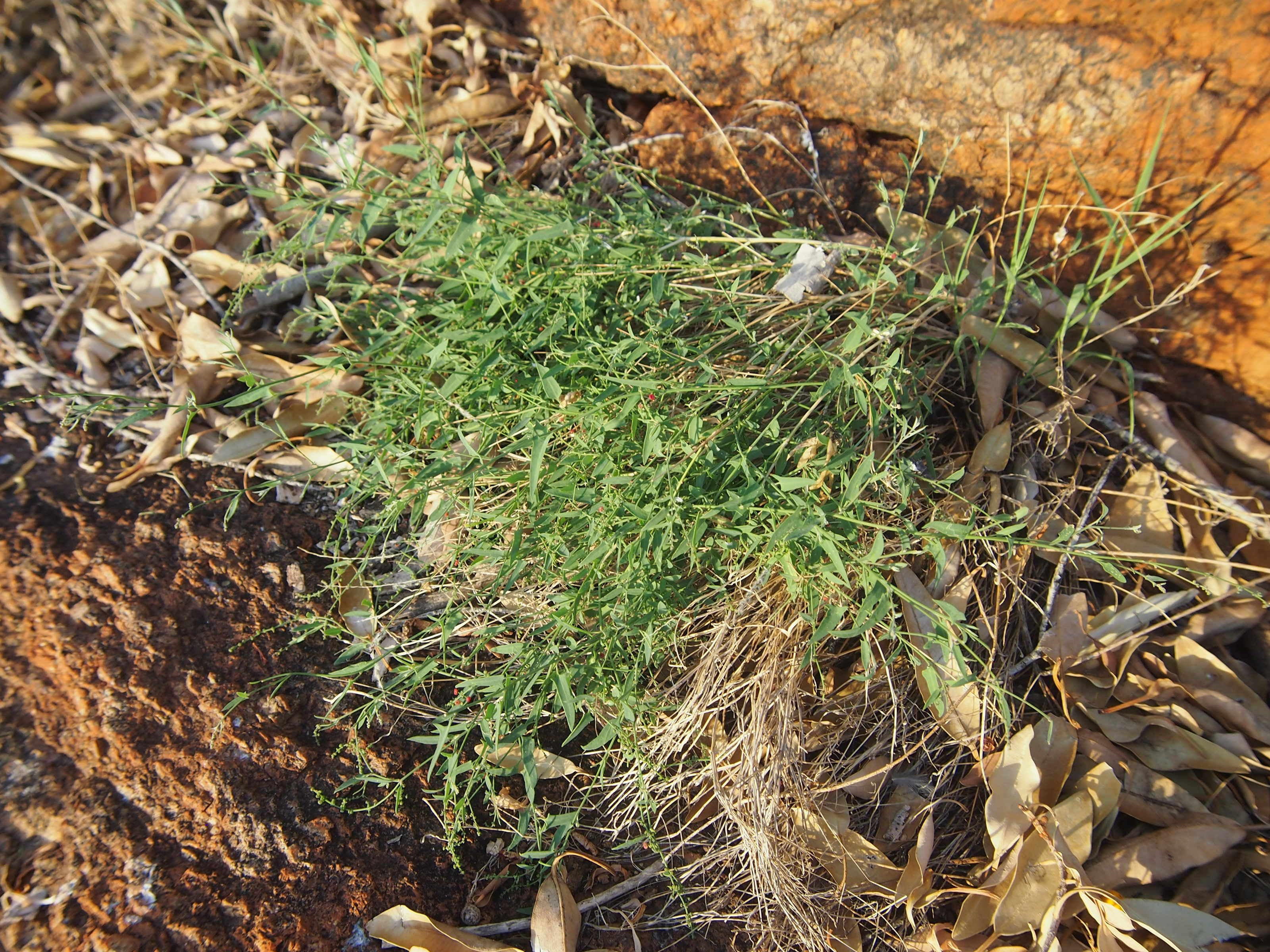
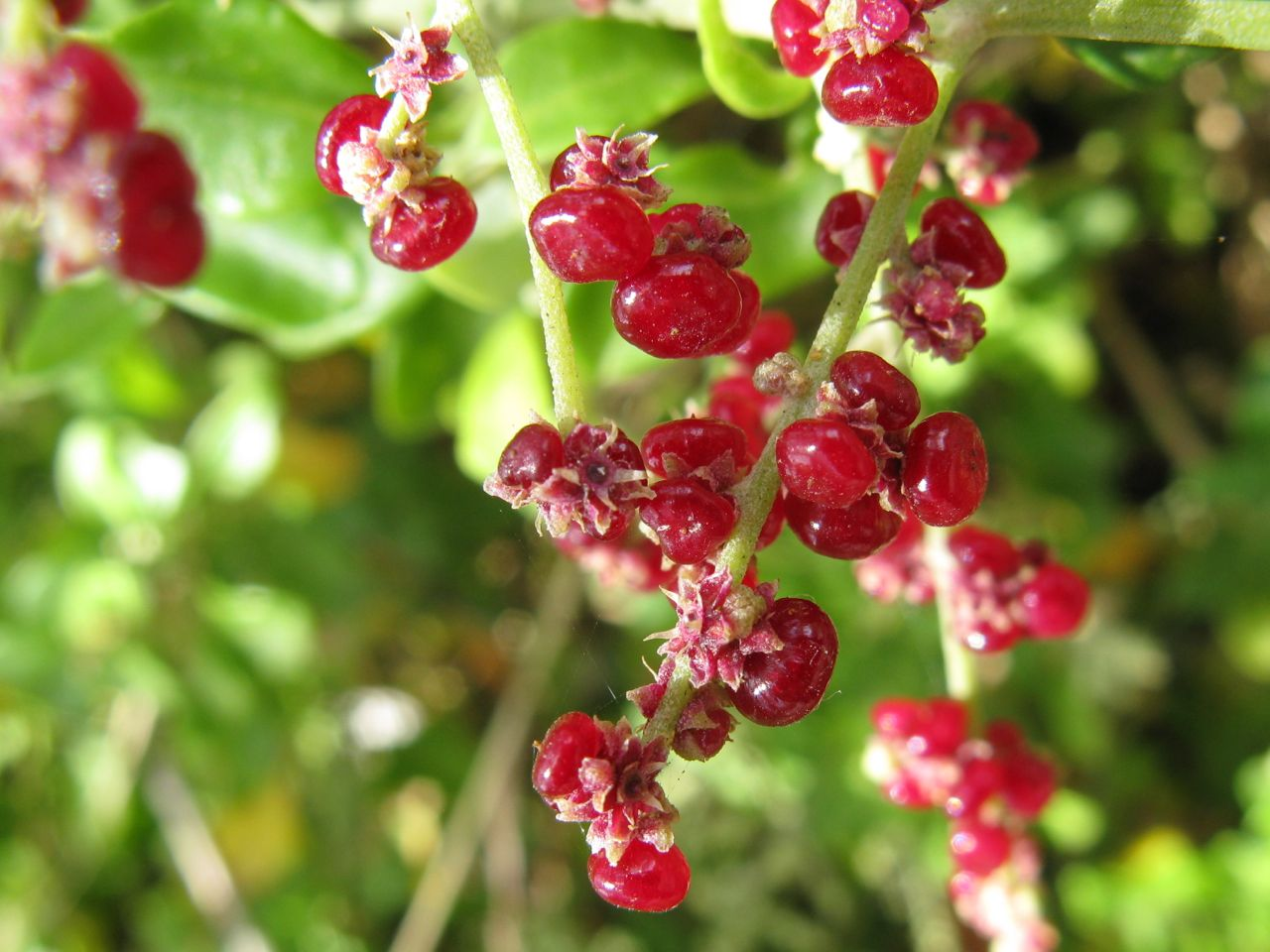
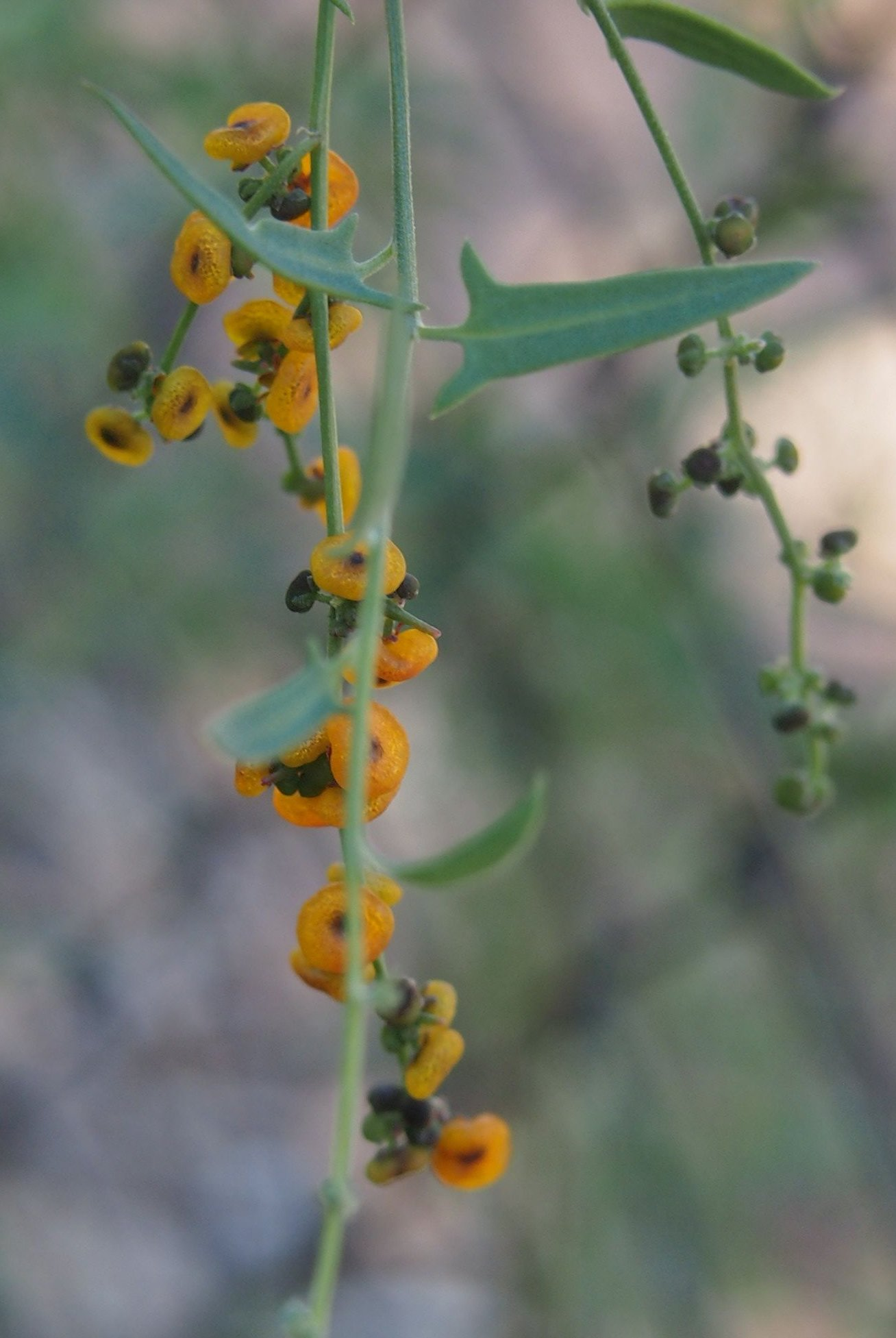